# PCHA 1920–21

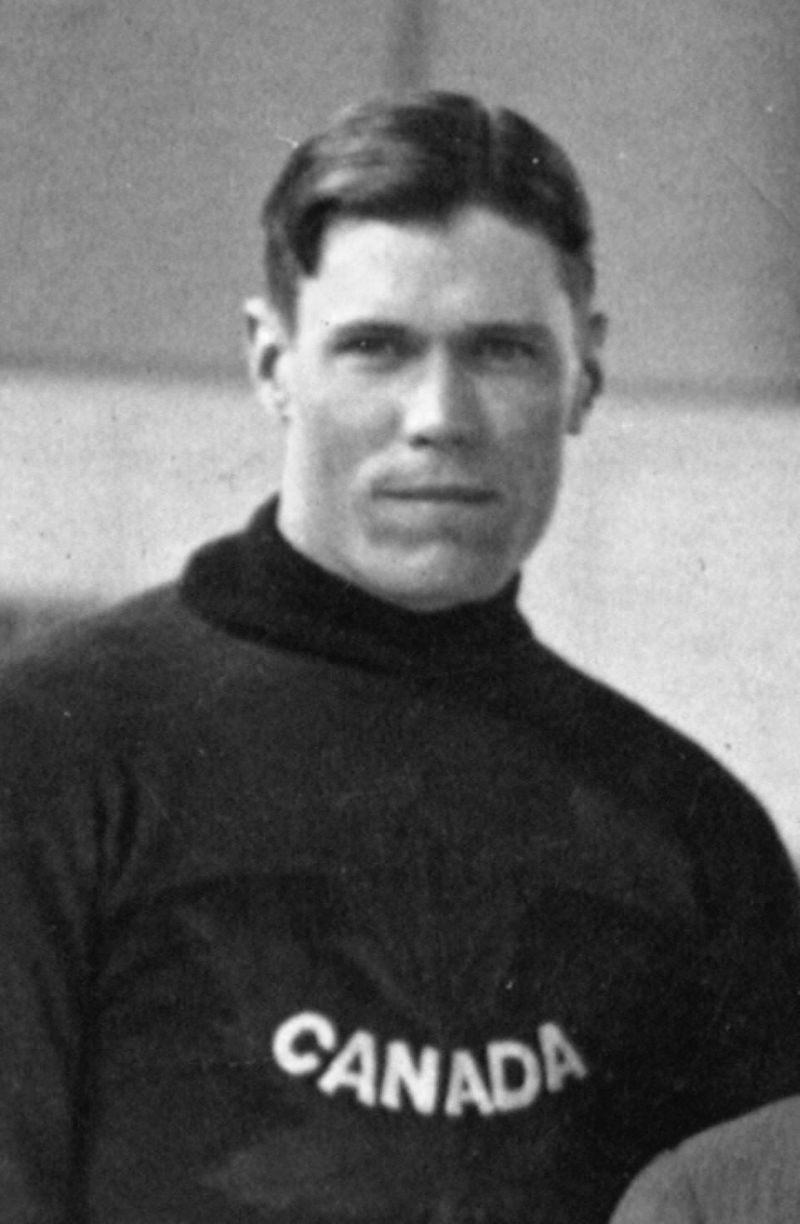
Frank Fredrickson, som hade vunnit både Allan Cup och OS-guld 1920, var ny i Victoria Aristocrats för säsongen och vann poängligan.

PCHA 1920–21 var den tionde säsongen av den professionella ishockeyligan Pacific Coast Hockey Association och spelades mellan 20 december 1920 och 10 mars 1921.

## Grundserie
Säsongen 1920–21 inbegrep Victoria Aristocrats, Vancouver Millionaires och Seattle Metropolitans och lagen spelade 24 matcher var. Victoria Aristocrats hade värvat centern Frank Fredrickson från Winnipeg Falcons i Manitoba Hockey Association och Fredrickson vann poängligan med 32 poäng fördelat på 20 mål och 12 assists på 21 matcher, lika många poäng som Vancouver Millionaires Fred "Smokey" Harris men med fler gjorda mål på färre spelade matcher.
Vancouver Millionaires vann grundserien på 26 poäng, en poäng före Seattle Metropolitans, och besegrade sedan Metropolitans i ligaslutspelets dubbelmöte med den sammanlagda målskillnaden 13-2  och avancerade till Stanley Cup-final mot Ottawa Senators. Finalserien i bäst av fem matcher mellan lagen var mycket jämn och gick distansen ut. Ottawa Senators vann den femte och avgörande matchen med 2-1 och därmed även Stanley Cup.

### Tabell
M = Matcher, V = Vinster, F = Förluster, O = Oavgjorda, GM = Gjorda mål, IM = Insläppta mål, P = Poäng
|                        | M  | V  | F  | O | GM | IM | P  |
| ---------------------- | -- | -- | -- | - | -- | -- | -- |
| Vancouver Millionaires | 24 | 13 | 11 | 0 | 86 | 79 | 26 |
| Seattle Metropolitans  | 24 | 12 | 11 | 1 | 77 | 68 | 25 |
| Victoria Aristocrats   | 24 | 10 | 13 | 1 | 72 | 88 | 21 |

### Målvaktsstatistik
M = Matcher, V = Vinster, F = Förluster, O = Oavgjorda, SM = Spelade minuter, IM = Insläppta mål, N = Hållna nollor, GIM = Genomsnitt insläppta mål per match
|                     | Lag       | M  | V  | F  | O | SM   | IM | N | GIM  |
| ------------------- | --------- | -- | -- | -- | - | ---- | -- | - | ---- |
| Harry Holmes        | Seattle   | 24 | 12 | 11 | 1 | 1551 | 68 | 0 | 2.63 |
| Hughie Lehman       | Vancouver | 24 | 13 | 11 | 0 | 1450 | 79 | 3 | 3.27 |
| Norman "Hec" Fowler | Victoria  | 24 | 10 | 13 | 1 | 1541 | 88 | 3 | 3.43 |

### Poängligan
|                   | Lag       | Matcher | Mål | Assists | Poäng |
| ----------------- | --------- | ------- | --- | ------- | ----- |
| Frank Fredrickson | Victoria  | 21      | 20  | 12      | 32    |
| Fred Harris       | Vancouver | 24      | 15  | 17      | 32    |
| Frank Foyston     | Seattle   | 23      | 26  | 4       | 30    |
| Jack Adams        | Vancouver | 24      | 17  | 12      | 29    |
| Jim Riley         | Seattle   | 24      | 23  | 5       | 28    |
| Alf Skinner       | Vancouver | 24      | 20  | 4       | 24    |
| Bernie Morris     | Seattle   | 24      | 11  | 13      | 24    |
| Lloyd Cook        | Vancouver | 24      | 12  | 9       | 21    |
| Tommy Dunderdale  | Victoria  | 24      | 9   | 11      | 20    |
| Mickey MacKay     | Vancouver | 21      | 10  | 8       | 18    |

## Slutspel

### PCHA
| Datum   | Hemmalag               | Mål | Bortalag               | Mål |
| ------- | ---------------------- | --- | ---------------------- | --- |
| 14 mars | Vancouver Millionaires | 7   | Seattle Metropolitans  | 0   |
| 16 mars | Seattle Metropolitans  | 2   | Vancouver Millionaires | 6   |

### Stanley Cup
| Match & Datum | Match & Datum | Vinnande lag           | Resultat | Förlorande lag         | Regler | Plats                   |
| ------------- | ------------- | ---------------------- | -------- | ---------------------- | ------ | ----------------------- |
| 1             | 21 mars       | Vancouver Millionaires | 3–1      | Ottawa Senators        | PCHA   | Denman Arena, Vancouver |
| 2             | 24 mars       | Ottawa Senators        | 4–3      | Vancouver Millionaires | NHL    | Denman Arena            |
| 3             | 28 mars       | Ottawa Senators        | 3–2      | Vancouver Millionaires | PCHA   | Denman Arena            |
| 4             | 31 mars       | Vancouver Millionaires | 3–2      | Ottawa Senators        | NHL    | Denman Arena            |
| 5             | 4 april       | Ottawa Senators        | 2–1      | Vancouver Millionaires | PCHA   | Denman Arena            |